# Slim (pantalon)
Un slim est un jeans serré au niveau des jambes et avec une petite ouverture de jambe. Le terme skinny désigne une coupe encore plus collante aux jambes. Il est généralement fabriqué en tissu extensible composé de coton et d’élasthanne.

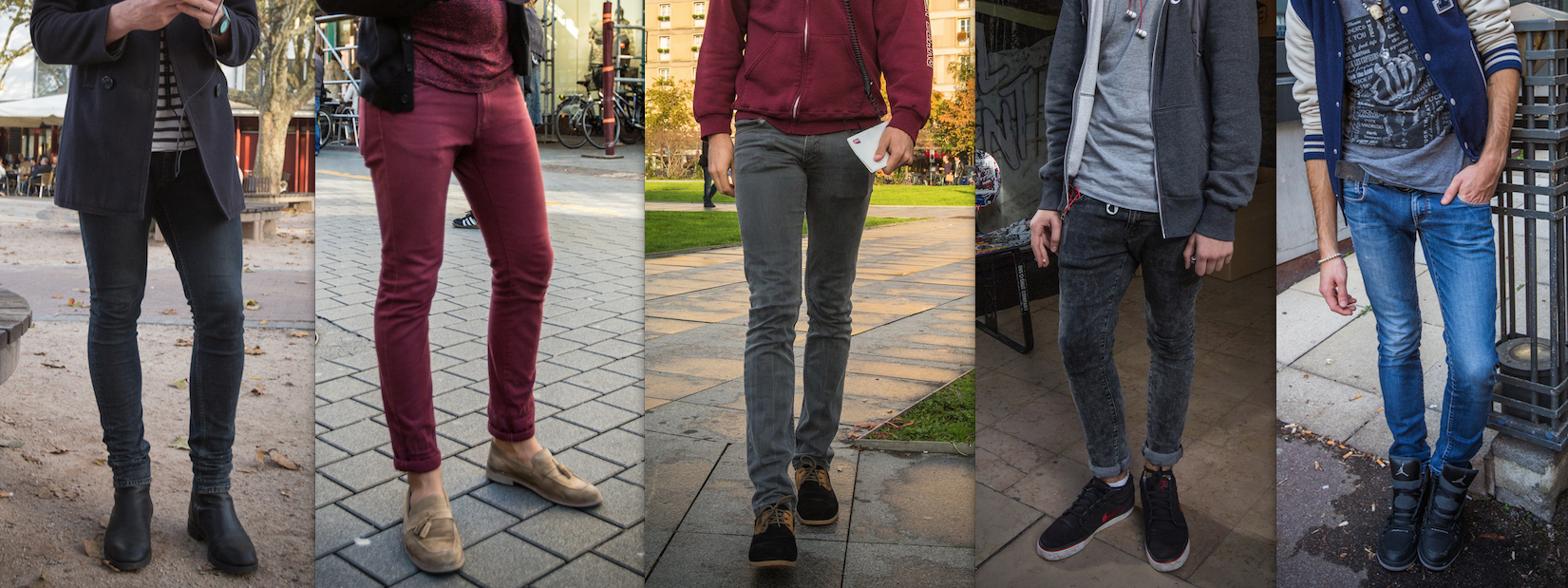
Jeans coupe skinny. Street style à Strasbourg en octobre 2013.

Très à la mode au milieu des années 2000, son succès est porté par une imagerie punk-rock qui l'utilise abondamment. L'explosion de cette mode vient donc après une période où le hip hop avait dicté ses codes, notamment en faisant vendre des jeans larges, taille basse.
La marque suédoise Cheap Monday écoule 5 000 jeans slim dès la première année de commercialisation, en 2004, et 200 000 en 2006.
La marque April 77  fondée en 2002 à Grenoble par Brice Partouche, s'associe avec Iggy Pop ou Franz Ferdinand pour exposer ses produits.
Devant ce succès commercial, de grandes marques comme Levi's ou Diesel essayent d’occuper le terrain en proposant eux aussi leur collection slim. 